# Желіба Олександр Володимирович
Олександр Володимирович Желіба (нар. 25 листопада 1975, Олексинці, Срібнянський район, Чернігівська область) — український геральдист, педагог, вікіпедист. Член Українського геральдичного товариства (1996). Кандидат педагогічних наук (2003). Автор комплектів символіки Ніжинського державного університету імені Миколи Гоголя, Ніжинського агротехнічного інституту, Ніжинського медичного училища, Ніжинського району Чернігівської області, Яготинського району Київської області і його населених пунктів.

## Життєпис
Походить із інтелігенції. Закінчив Ніжинський державний педагогічний інститут імені Миколи Гоголя (1998), отримав диплом магістра з відзнакою за фахом «Викладач. Історія і народознавство». Тема магістерської роботи: «Територіальна символіка Гетьманщини».
Кандидат педагогічних наук, захистив дисертацію на тему «Методичні основи використання умовно-графічної наочності в процесі навчання усесвітньої історії в 10-11 класах» (Національний педагогічний університет ім. Н. П. Драгоманова, 2003, науковий керівник проф. Т. В. Ладиченко).
З 1999 по 2005 р. викладач (з 2004 — доцент) кафедри всесвітньої історії, з 2005 року — доцент кафедри права та методики викладання історико-юридичних дисциплін Ніжинського державного університету імені Миколи Гоголя (навчальні курси: «Методика викладання історії», «Шкільний курс всесвітньої історії та методика його навчання» і ін. У 2003–2007 рр. — заступник декана історико-юридичного факультету Ніжинського державного університету імені Миколи Гоголя. За сумісництвом працює в Ніжинському ліцеї Ніжинської міської ради при НДУ імені М. Гоголя.
Член Українського геральдичного товариства з 1996 року, Всеукраїнського об'єднання викладачів громадянської освіти і суспільних дисциплін з 2002 року.
Опублікував понад 140 наукових статей та методичних розробок з методики викладання історії, геральдики, політології, в тому числі 15 книг і навчальних посібників. На геральдичну тематику підготовлено 25 публікацій.
Автор комплектів символіки Ніжинського державного університету імені Миколи Гоголя і частини його підрозділів (бібліотека, історико-юридичний факультет, філологічний факультет), Ніжинського медичного училища, Ніжинського району Чернігівської області, Яготинського району Київської області і його населених пунктів.
Сфера інтересів у геральдиці: регіональна, міська і сільська геральдика.
Інші інтереси: альтернативна історія, історія, уніформологія.
Пропагує написання студентами статей у Вікіпедії замість рефератів.

## Відзнаки
- Подяка Міністерства освіти і науки України, 2021
- Грамота Міністерства освіти і науки України, 2023
- Орден Архистратига Михаїла, ІІ ст. Православної Церкви України, 2021
- Подяка Чернігівської обласної державної адміністрації, 2025[3]

## Основні праці
1. Всесвітня історія. Тести. 6-11 класи / Л. М. Мицик, Р. А. Дудка, О. В. Желіба та ін., уклдання. Навчальний посібник. — К.: Видавничий центр «Академія», 2007. — 368 с. [Архівовано 27 серпня 2016 у Wayback Machine.]
2. Громадянська освіта: основи демократії. 11(12) клас: навчальний посібник / Т. В. Бакка, Т. В. Ладиченко, Л. В. Марголіна та ін. (Дубровський В. Ф., Желіба О. В., Клепко С. Ф., Мелещенко Т. В.). — Харків: Основа, 2009. — 207 с.: іл., хеми, табл.
3. Громадянська освіта: теорія і методика навчання. Посібник для студентів вищих навчальних закладів. — Київ: Видавництво ЕТНА-1, 2008. — 174 с. (у співавторстві)[недоступне посилання з липня 2019]
4. Желіба О. В. Іконографія герба Війська запорізького «козак з самопалом» // Часопис наукових праць викладачів історико-юридичного факультету. Вип. 3. / Відп. ред. і упорядник Л. М. Мицик. — Ніжин, Видавництво НДУ ім. М.Гоголя, 2011. — С. 148—168.
5. Желіба О. В., Крапив'янський С. М. Новітня історія в запитаннях, завданнях, документах, графіках, діаграмах, схемах, таблицях. 10-11 клас. Посібник із всесвітньої історії. — Ніжин: НДПУ ім. М. Гоголя, 2001. — 166 с.
6. Желіба О. В. Людина і світ: навч.-метод. посіб. для підготовки уроків курсу «Людина і світ» / О. В. Желіба. — Ніжин: НДУ ім. М. Гоголя, 2014. — 199 с.
7. Желіба О. В. Методика викладання історії засобами умовно-графічної наочності. Навчальний посібник. — Ніжин: НДПУ ім. М. Гоголя, 2003. — 147 с.
8. Желіба О. В. Толерантність: соціальний, економічний, культурний вимір: навч.-метод. посіб. / О. В. Желіба. — Ніжин: НДУ ім. М. Гоголя, 2013. — 44 с.
9. Желіба О. В. Урок історії: спроба відповіді на виклики сьогодення // Історія в рідній школі. — 2015. — № 4. — С. 15-18.
10. Ладиченко Т. В., Бакка Т. В., Желіба О. В. Суспільствознавство. Методичний посібник для вчителів. — К.: Аконіт, 2005. — 160 с. 13 др.арк.
11. Ладиченко Т. В., Камбалова Я. М., Желіба О. В. Всесвітня історія (1914—1939 рр.). Методичний посібник для вчителів. — К.: Аконіт, 2005. — 336 с.
12. Методика викладання навчального курсу «Людина і світ»: 11 кл.: Книга для вчителя / Ладиченко Т. В., Бакка Т. В., Желіба О. В.; За заг. ред. Л. В. Губерського. — К.: Знання України, 2004. — 196 с.
13. Шкільний курс «Громадянська освіта: основи демократії» та методи його навчання. / Т. В. Бакка, Т. В. Ладиченко, Л. В. Марголіна та ін. (Дубровський В. Ф., Желіба О. В., Клепко С. Ф., Мелещенко Т. В.) — Х.: Вид. група «Основа», 2009. — 207 с. [Архівовано 10 квітня 2016 у Wayback Machine.]
14. Желіба О. В. Освіта і ґендер: навч.-метод. посіб. / О. В. Желіба. – Ніжин: Видавець ПП Лисенко М.М., 2019. – 256 с. [Архівовано 30 грудня 2020 у Wayback Machine.]
15. Громадянська освіта та методика її навчання: Підручник для студентів педагогічних закладів вищої освіти / За загальною редакцією Т.В. Бакка, Т.В. Мелещенко. – К.: УОВЦ «Оріон», 2019. – 320 с.: іл.
16. НАТО — сила, що захищає мирних громадян / Т. Бакка, О. Волошенюк, О. Желіба, Р. Євтушенко, Т. Мелещенко, О. Мальований, О. Мокрогуз; за ред. О. Волошенюк, С. Дьоми. – К. : ВСВСДГО, 2019. – 164 с. [Архівовано 26 жовтня 2020 у Wayback Machine.]

## Галерея

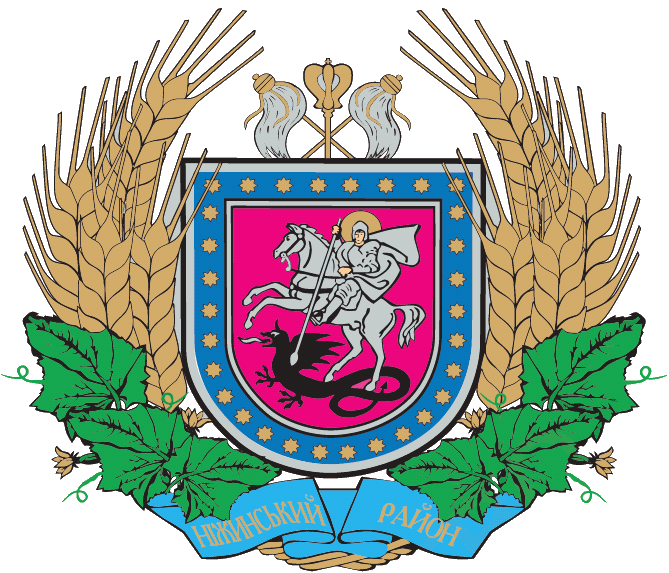
Герб Ніжинського району
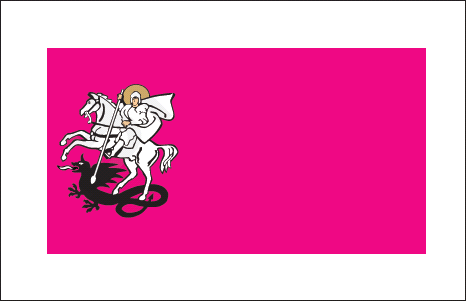
Прапор Ніжинського району
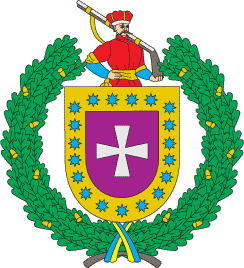
Герб Яготинського району
Прапор Яготинського району
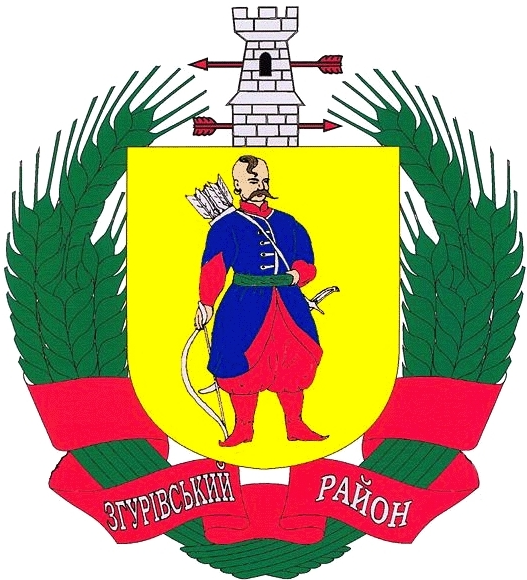
Герб Згурівського району
Прапор Згурівського району
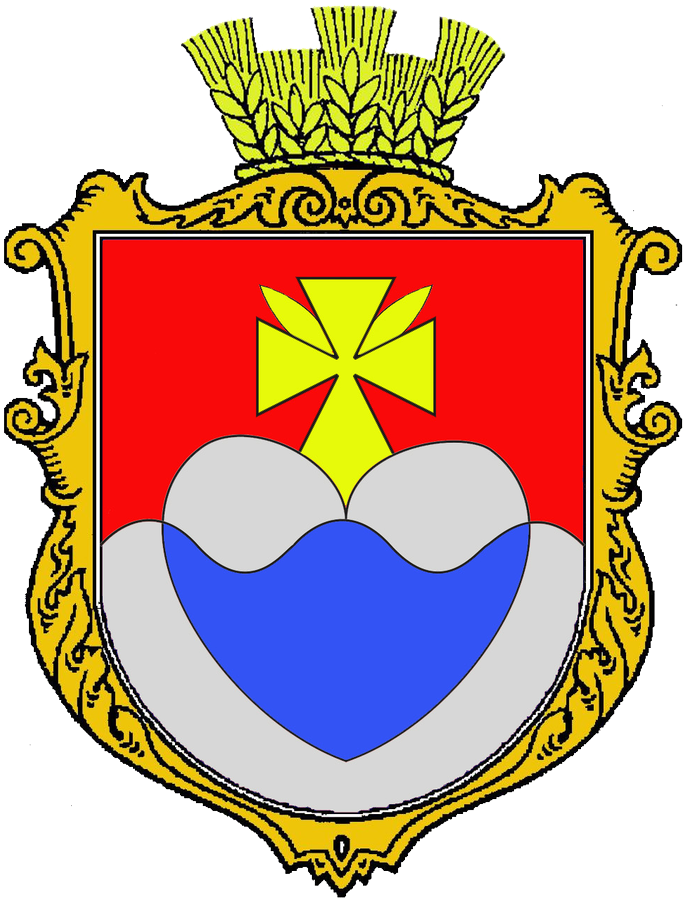
Герб Подолу
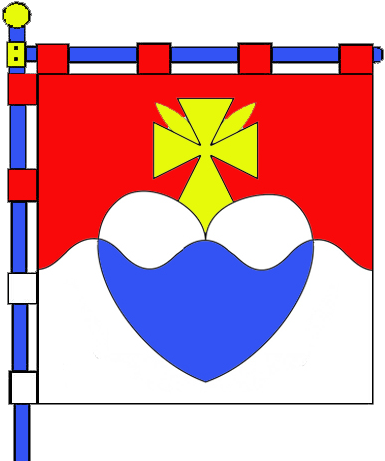
Прапор Подолу
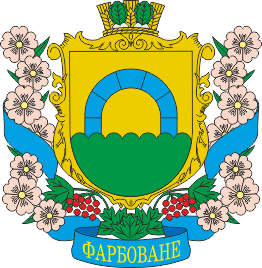
Герб Фарбованого
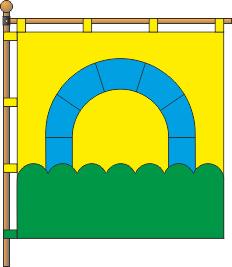
Прапор Фарбованого
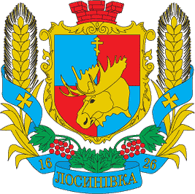
Герб Лосинівки
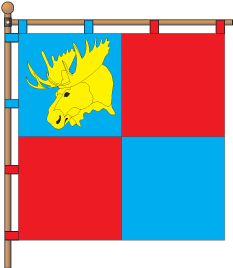
Прапор Лосинівки
Герб Ніжинського агротехнічного інституту
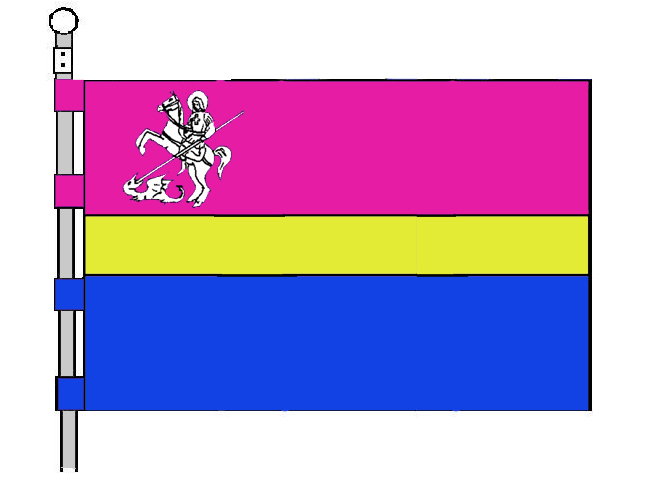
Прапор Ніжина
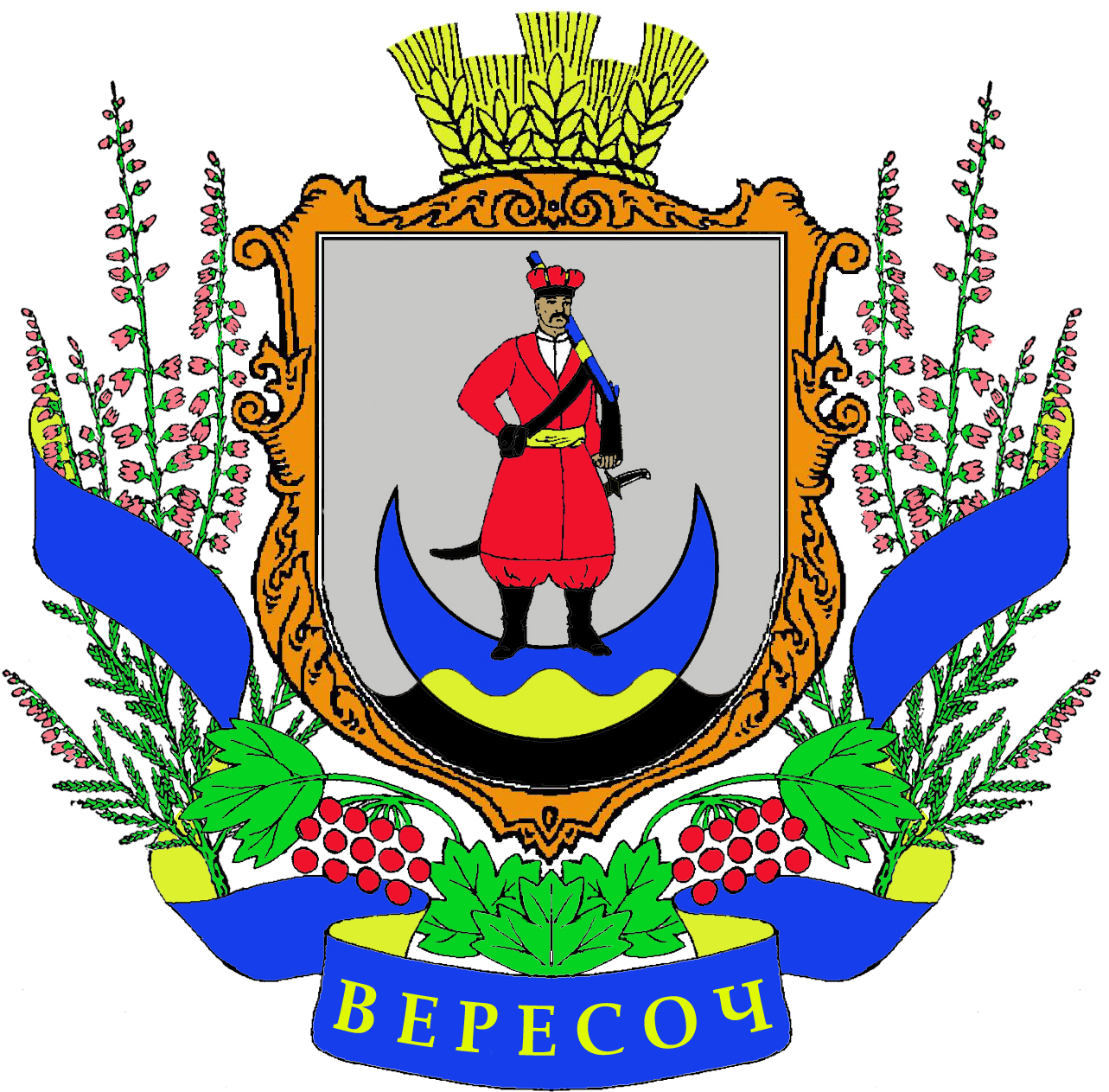
Великий герб Вересочі
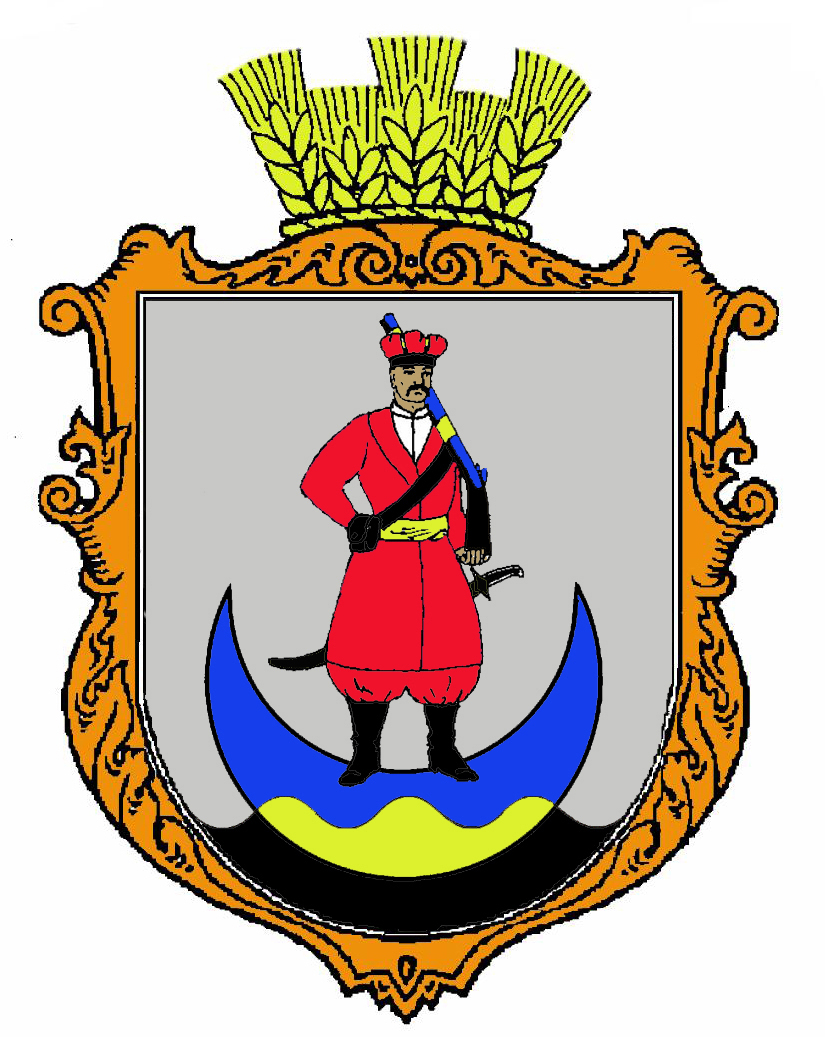
Малий герб Вересочі
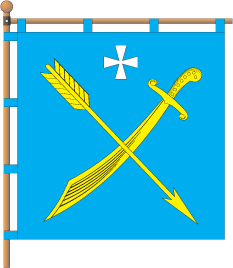
Прапор Вересочі